# 赵国泰 (解放军)
赵国泰（1915年9月—1974年11月28日），男，湖北崇阳青山大眼泉村岭背赵家人，中国人民解放军开国少将。也是作为湘鄂赣老区的崇阳县的唯一的开国将军。

## 生平
生于雇农家庭。8岁做佣工放牛，未读过书。因家聘没有种牛痘，生天花后脸上留下疤痕，在部队被上下级称“赵麻子”。13岁在城关李记糕饼店当小雇工。1930年5月中旬，在县城参加红三军团红八军第二纵队（政委石恒中）。红军将远离崇阳时，赵国泰请纵队宣传队长王惟允（后改名王平，开国上将）给家里写了封报平安的信。最开始在纵队（师级）部任勤务员，由于个子矮、在家跟民间艺人学过唢呐，调入师部司号班任司号员。1931年入团。1932年2月转党。1933年调入红三军团保卫局2科任科员。1934年5月在广昌战斗右大腿被一颗机枪子弹打中负重伤，由营号目兼书记员杨树根背下战场走了几天送到兴国县的一所红军医院。1934年10月以伤残之身坚持随中央红军长征，任红三军团红四师第11团司号员、红三军团保卫局通讯班长。1935年10月任红四师司号长。1936年1月入中国工农红军学校学习，开始识字并接受军政训练。1936年6月编入红军大学继续学习，9月毕业留红军大学任政治教员。
1937年8月，在红军大学当教员的赵国泰随八路军野战政治部组织科长王平随八路军总部朱德、任弼时等首长及直属队在韩城渡黄河，去山西五台县东冶镇，王平带的干部下去开辟晋察冀边区，赵国泰和辛力生、李金才、贾其敏等十几名红军干部开辟灵寿县，1937年10月组建了第二战区灵寿县战地动员委员会，组建了八路军灵寿营。赵国泰先任该营教导员，后任营长。1937年11月中旬，晋察冀军区第三军分区在曲阳县成立，司令部设在灵山镇，司令员陈漫远，副司令员黄永胜，政委王平，辖阜平、曲阳、唐县、完县、定县、望都、满城、易县、涞水等县。赵国泰任八路军晋察冀军区第三军分区第四支队（为三分区主力合编）第十二大队（团级）政治处长。1938年8月，为了适应斗争需要和加强主力部队建设，晋察冀军区根据游击队发展情况，指示第三军分区扩建两个游击支队，随即以定县、曲阳、行唐、新乐等县大队为基础建立第一游击支队（支队长赵国泰，政委杜文达），以行唐、定唐、望都等县大队为基础组建了游击第二支队。1938年8月23日伪“平汉线警防队”第六区队(该部干部基本为东北军出身）1800多人在上校区队长王溥率领下在保定外围反正，8月31日在唐县北店头改编为八路军“晋察冀军区游击军”，司令员李允声（1939年初投日未逞被处决）、政委康健生、副司令员王溥，政治部主任厉男（曾留学日本广岛高等师范，时任北方分局敌工部副部长兼晋察冀军区敌工部部长），隶属于晋察冀三分区，编制为支队、大队、区队三三制，每个区队辖4个班，每班10人，武器装备精良，配有掷弹筒、重机枪、迫击炮和一部电台。1939年1月赵国泰率三分区游击一支队的老八路六个连800多人编入该部。赵国泰在红军时期当过号兵，经常亲自吹冲锋号带领部队冲锋，是个不拍死敢打硬仗的长征老红军领导。1940年11月16日在曲阳张家峪战斗中王溥率警卫连殿后，五处负伤为不拖累突围而自戕，晋察冀三地委组织部长郗晓峰和游击军政治部主任郝玉明等33名干部牺牲，17名干部负伤，84人被俘。第三军分区参谋长唐子安接任游击军司令员。1942年任坚持曲阳县敌后斗争的晋察冀三分区第六区队（团级）队长。1943年3月赵国泰赴延安入中共中央党校二部学习，李光辉接任游击军政委。该部沿革为晋察冀三分区第42团（团长成少甫、政委熊光焰、参谋长马卫华）、冀晋纵队第1旅第3团、晋察冀野战军第4纵队第10旅第30团、解放军第六十四军第190师第570团，出了7名开国少将。1945年5月编入八路军南下支队第二梯队第五干部大队（“五干队”），赴鄂豫边区新四军第五师工作。1945年8月走到豫中时日本投降，所部奉中央命令急赴东北。
1945年11月到达沈阳，出任辽宁军区第一军分区区副司令员兼鞍山保安司令，1946年3月任安东保安旅旅长兼安东市保安司令，辽宁军区第一军分区副司令员兼通化卫戍司令，安东第三军分区司令员。赵国泰和安东三地委领导根据1947年6月6日东北局《关于新收复区工作的指示》和陈云在辽东分局干部大会上的讲话精神，在民运工作会上总结了“五·四”土改经验，会后派出工作队到本溪县东营坊、新宾县苇子岭试点，1947年9月后三分区的土改铺开，至1948年春结束。这次土改前期，由于部分干部缺乏经验，掌握政策不够，阶级阵线不清楚，侵犯了中农的利益，后期进行了纠偏。本溪县土改后有3800人参军。仅有11万人口的新宾县，半个月就有1700名农民参军。1948年后，三分区武装力量更加壮大，配合主力不断出击，把战场推进敌占区。为了割断敌人沈阳到本溪的运输线，分区主力于1948年1月9日开始，激战3天，连克沈阳至本溪间的高家岁、石桥子、姚千户、陈相屯等8个据点，使本溪之敌只能靠空投困守孤城。分区部队还不断袭击本溪、抚顺边沿据点牛心台、东西社。1948年5月安东军区撤销各军分区时，率第三军分区部队编为安东军区独立第一支队，辖独立1团（参谋长刘逊德）、独立2团（三分区基干3团改称）和独立3团（从桓仁四分区调入），5月4日首战进攻青年军第207师第2旅第4团第三营据守的救兵台，俘营长崔儒才、副营长胡仁寰以下386人；毙伤排长以下30多人，缴获迫击炮2门，六零炮10门，反坦克枪2挺，重机枪9挺，轻机枪14挺，长短枪175枝，子弹94000发，炮弹427发，电台、电话总机各1部，望远镜3架，战马13匹及其他物资。随后率部参加解放平顶山、本溪，在沈阳歼敌6000人。1948年11月，所部驻防抚顺，先后改称东北野战军独立第14师、中国人民解放军第163师。中国人民解放军抚顺市军事管制委员会主任孔原、副主任赵国泰为尽快恢复抚顺煤矿生产，解决沈阳燃料急需，解决抚顺矿工的基本生活问题，经东北军区同意，第163师派一个团修建抚顺矿山工棚，再派一个团修抚顺至沈阳的公路，剩下的一个团负责矿山周边剿匪。1949年春，第163师调3000多人到盘锦种水稻2000多亩。1949年10月间回湖北老家探亲。
1950年9月，第163师从抚顺调防安东市。中国人民志愿军第五十军第150师7000人，1950年10月由时任师长王家善、政委李冠元率领入朝参战，1951年4月中旬回国驻安东凤城地区休整，补充兵员及装备，改编为苏式重装部队。1951年6月中旬，赵国泰从湖北老家探亲后回到安东市。1951年7月上旬，第150师接到命令立即结集准备入朝参战，原师长王家善和政委李冠元调离，由赵国泰接任师长，胡若瑕任政委。7月10日入朝。1951年11月16日，第150师第450团1200人分乘30条木船航渡20公里，分作两路，夜袭登陆韩军一个加强营400余人据守的西海岸外的艾岛。赵国泰听取450团团长汇报后，当机立断，果断地派第二梯队的第448团第1营于翌晨5时20分分乘20条木船增援，全歼该岛守军400多人，缴获机枪30多挺，步枪300多枝。
1954年6月任第五十军第二副军长兼参谋长，入南京军事学院高级速成系学习。1955年被授予少将军衔。。1957年3月2日毕业后任第五十军第一副军长。1964年春，赵国泰因病和其他原因，去职在大连军人疗养院休息。1969年3月复职升任旅大警备区副司令员。
荣获三级八一勋章、二级独立自由勋章、二级解放勋章。朝鲜二级国旗勋章

## 家人
- 父亲赵河清：木匠
- 母亲吴梅喜：肺痨不治，1954年去世。
- 大弟赵胜祖
- 二弟赵天补：1934年生，双胞胎。在崇阳县副食品公司工作。
- 三弟赵天送：1934年生，双胞胎。幼年生病致盲。
- 四弟赵天福：1940年生。在崇阳县邮电局工作。

- 妻子 彭芬絮，15岁参加革命，任曲阳县妇救会主任。1942年与赵国泰结婚。
- 女儿赵安平，1946年生。
- 儿子赵延平